# Norihiro Nishi
Norihiro Nishi (jap. 西紀寛 Nishi Norihiro;  ur. 9 maja 1980 w Takatsuki) – japoński piłkarz występujący na pozycji pomocnika. Zawodnik klubu Tokyo Verdy.

## Kariera klubowa
Nishi karierę rozpoczynał w 1999 roku w zespole Júbilo Iwata. Spędził tam 12 lat. W tym czasie wywalczył z zespołem 2 mistrzostwa Japonii (1999, 2002), 2 wicemistrzostwa Japonii (2001, 2003), Emperor's Cup (2003), Puchar J. League (2010) oraz 3 Superpuchary Japonii (2000, 2003, 2004).
W 2012 roku Nishi odszedł do zespołu Tokyo Verdy.

## Kariera reprezentacyjna
W 2000 roku Nishi był uczestnikiem Letnich Igrzysk Olimpijskich, które Japonia zakończyła na ćwierćfinale. W reprezentacji Japonii zadebiutował 25 kwietnia 2004 roku w przegranym 2:3 towarzyskim meczu z Węgrami. W tym samym roku został powołany do kadry na Puchar Azji. Zagrał na nim w meczach z Omanem (1:0) i Bahrajnem (3:3, 4:3 po dogrywce), a Japonia została zwycięzcą tamtego turnieju.